# Bathythrix triangularemaculata
Bathythrix triangularemaculata là một loài tò vò trong họ Ichneumonidae.